# Lažany (Moravia meridionale)
Lažany (in tedesco Laschan) è un comune della Repubblica Ceca facente parte del distretto di Blansko, in Moravia Meridionale.